# Arales

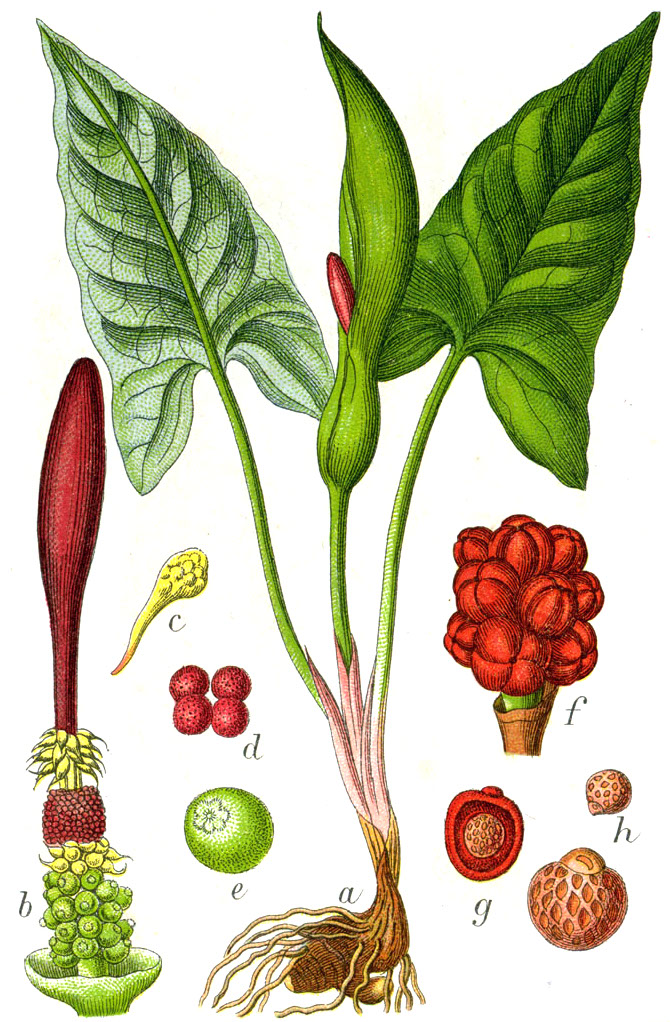
Arum maculatum, Aro

Arales es el nombre botánico para un orden de plantas de flores. El nombre fue usado en el sistema Cronquist para un orden en subclase Arecidae, de (1981):
- orden Arales
familia Acoraceae
familia Araceae
familia Lemnaceae

El sistema APG II eleva la primera de estas familia a su propio orden (consiste en un solo género) y une las dos últimas en la familia Araceae y le asigna el orden Alismatales.
- Datos: Q773378